# Willem de Jonge van Ellemeet
Willem Cornelis Mary de Jonge van Ellemeet (Deventer, 17 mei 1914 – Wassenaar, 15 december 2009) was een Nederlands vice-admiraal en commandant der Zeemacht. De Jonge was een telg uit de Nederlandse adellijke familie De Jonge en naamgenoot van zijn betovergrootvader, zijn overgrootvader (1811-1888) (conservatief Eerste Kamerlid), zijn vader (1878-1963) (generaal-majoor-titulair der cavalerie, van 1924 tot 1943 adjudant van koningin Wilhelmina), zijn oudste zoon en kleinzoon.

## Jeugd en vroege carrière
De Jonge werd geboren en groeide op in Deventer. Op 17-jarige leeftijd begon hij zijn opleiding aan het Koninklijk Instituut voor de Marine (KIM). Na de opleiding diende hij vanaf 1935 in verschillende functies merendeels aan boord van verschillende schepen.
Onder andere werd hij in 1936 als LTZ3 geplaatst op Hr.Ms. Java. en later als LTZ2 op de onderzeeboot Hr.Ms. K XIV.

### Oorlogsjaren

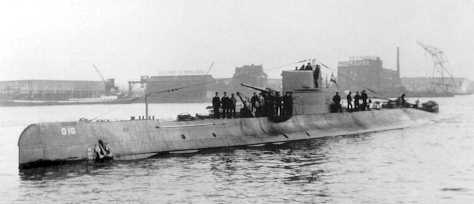
Hr. Ms. O 10

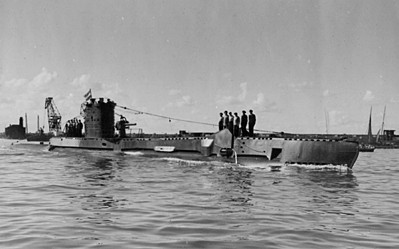
Hr.Ms. Dolfijn (1942)

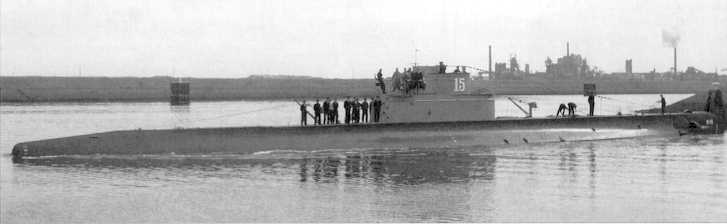
Hr. Ms. O 15 in de haven van IJmuiden (1935)

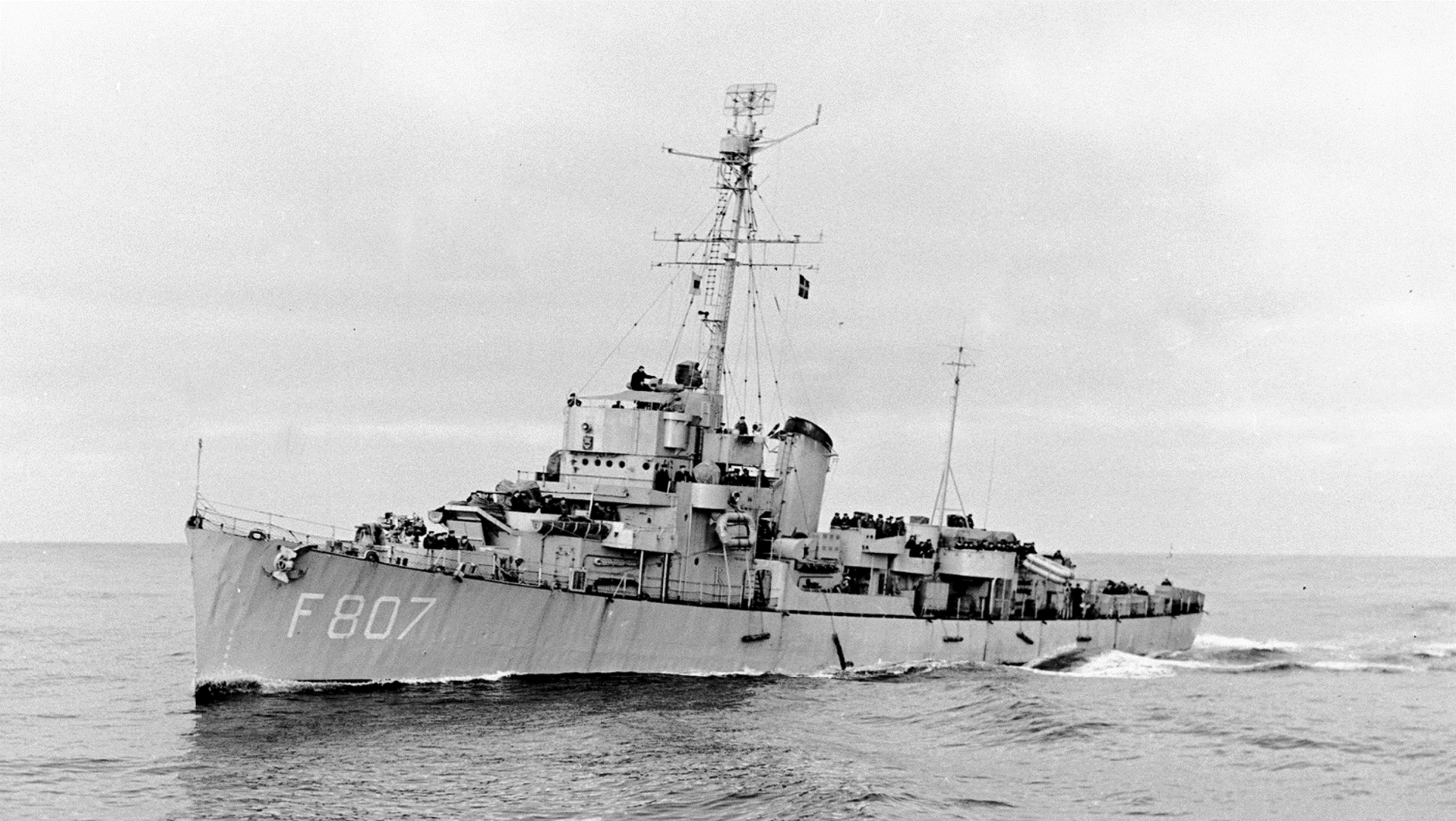
Hr.Ms. De Bitter (F807)

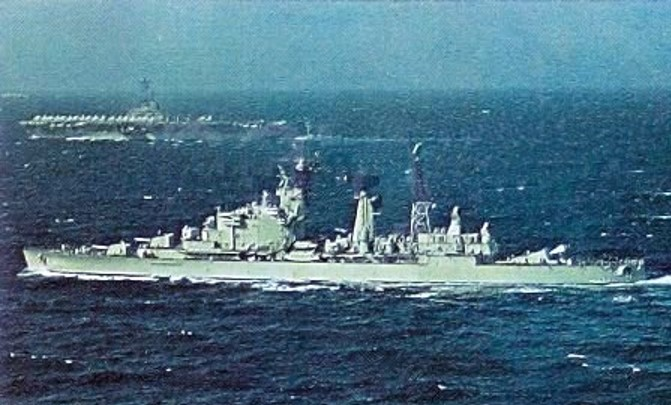
De Zeven Provinciën (C802) met op de achtergrond de USS Essex (CV-9)

Toen de oorlog uitbrak in mei 1940 was De Jonge als eerste officier geplaatst op de onderzeeboot Hr. Ms. O 10. Tijdens de Duitse inval op 10 mei 1940 patrouilleerde de O10 voor de kust  tussen Egmond en Bergen. Op 11 mei keerde ze terug naar Den Helder, en op 12 mei vertrok ze samen met de O9 en de sleepboot Witte Zee (Bewakingsvaartuig 5) naar Portsmouth in Engeland, waar de groep op 15 mei aankwam. Vanaf 17 mei stond de O10 onder Brits bevel en werd ingezet voor patrouillediensten.
Van 1942 tot 1944 was De Jonge eerste officier op de onderzeeboot Hr. Ms. Dolfijn, onder H.M.L.F.E. van Oostrom Soede. De Dolfijn was in die periode gestationeerd in Algiers en opereerde in de Middellandse Zee. Ze bracht verschillende schepen tot zinken, waaronder op 9 februari 1943 de Italiaanse onderzeeboot Malachite. Voor zijn aandeel ontving De Jonge het Bronzen Kruis. Op 4 mei 1944 ontving hij een tweede Bronzen Kruis voor acties in de Middellandse Zee.
Van 14 augustus 1944 tot 11 oktober 1944 was De Jonge commandant van de onderzeeboot Hr. Ms. O 15, waarmee hij voornamelijk onderzeebootbestrijdingsoefeningen ondersteunde.

### Latere carrière
Van 20 oktober 1952 tot 9 mei 1953 was De Jonge commandant van het fregat Hr.Ms. De Bitter (F807).
Op 12 januari 1962 nam KTZ De Jonge van Ellemeet het commando over de lichte kruiser Hr.Ms. De Zeven Provinciën (C802) over van KTZ H.M. van den Wall Bake. Op 4 april 1962 droeg hij het weer over aan KTZ A.  van Noortwijk.
Daarna werd hij Plaatsvervangend Chef Marinestaf en vervolgens commandant van Smaldeel 5 en in 1966 werd hij als viceadmiraal benoemd tot Commandant der Zeemacht in Nederland. In die functie ging De Jonge in 1968 mee op de laatste reis van de Hr. Ms. Karel Doorman die op de Noordzee oefeningen deed. Later werd De Jonge per helikopter naar De Zeven Provinciën gebracht voor het vervolg van zijn werkbezoek.
De Jonges laatste functie was Vlagofficier Personeel van de Koninklijke Marine in de Centrale Directie Gezamenlijke Militaire Personeelsdiensten en Pensioenen van het ministerie van Defensie. In deze functie was hij tevens lid van de Personeelsraad van het Ministerie van Defensie.
Op 1 november 1971 ging De Jonge met functioneel leeftijdsontslag (FLO). Hij overleed in Wassenaar op 95-jarige leeftijd.

## Carrière

### Plaatsingen (selectie)

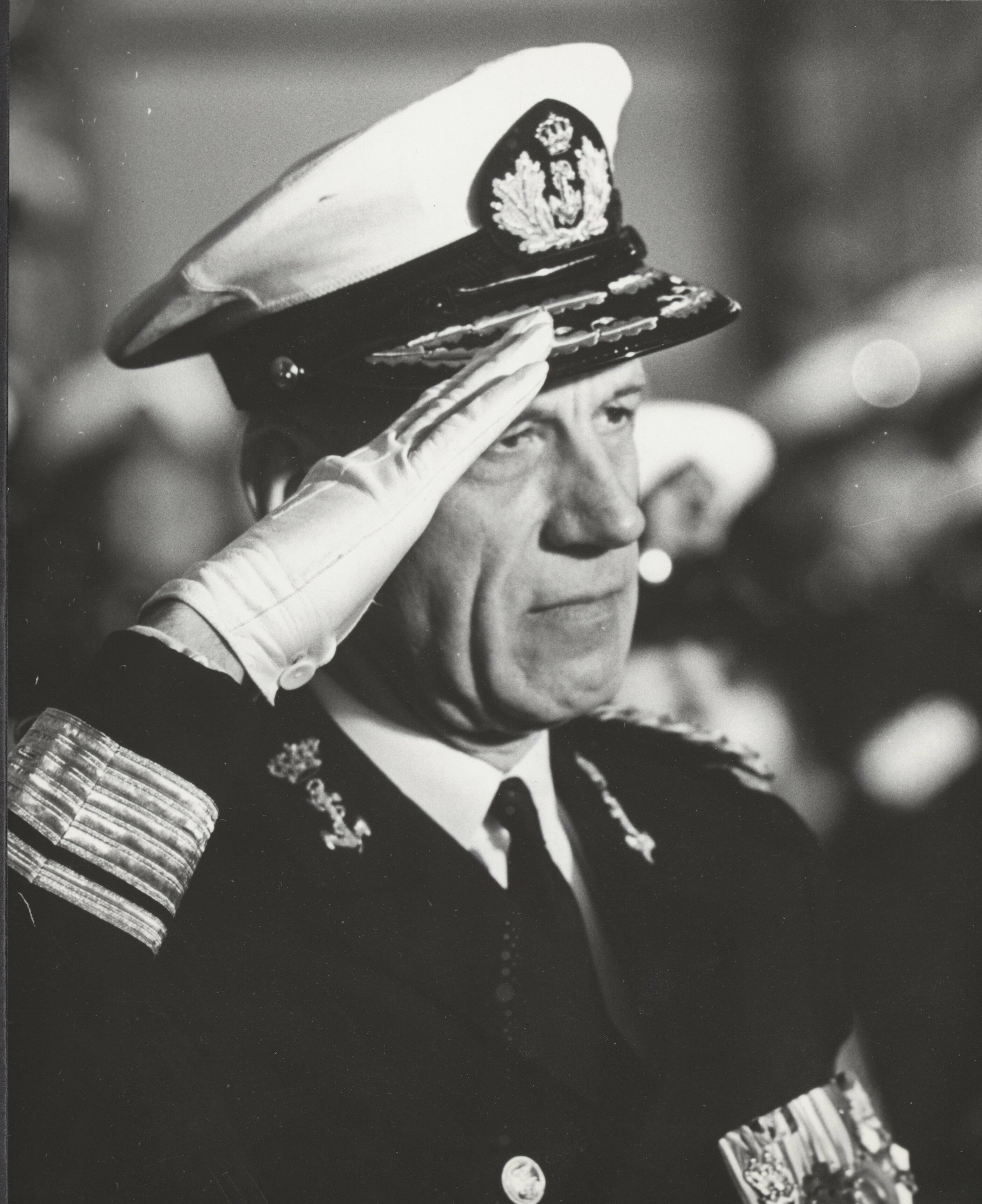
vice-admiraal jhr. W.C.M. de Jonge van Ellemeet (12 dec.1968)

- 10 mei 1940 - 6 juli 1942: eerste officier Hr. Ms. O 10[18]
- 23 september 1942 - 26 juni 1944: Hr. Ms. Dolfijn, eerste officier onder H.M.L.F.E. van Oostrom Soede. (De Dolfijn opereerde in die periode in de Middellandse Zee.)[19]
- 14 augustus 1944 - 11 oktober 1944: Commandant Hr. Ms. O 15[12][20]
- 20 oktober 1952 – 9 mei 1953: commandant Hr.Ms. De Bitter (F807)[21][noot 2]
- 12 januari 1962 – 4 april 1962: Commandant lichte kruiser Hr.Ms. De Zeven Provinciën[13]
- 4 april 1962 - 25 augustus 1964[14]: Plaatsvervangend Chef Marinestaf
- 25 augustus 1964[14] - 23 augustus 1966: Commandant Smaldeel 5
- 23 augustus 1966- 12 december 1968: Commandant der Zeemacht in Nederland
- 12 december 1968 -1 november 1971: Vlagofficier Personeel van de Koninklijke Marine tevens lid van de Personeelsraad van het ministerie van Defensie[noot 1]

Op 1 november 1971 werd hij eervol ontslagen.

### Rangen
- 1931: adelborst
- 17 augustus 1935: Luitenant-ter-zee der 3e klasse
- 17 augustus 1937: Luitenant-ter-zee der 2e klasse
- 17 augustus 1945: Luitenant-ter-zee der 1e klasse
- 1 mei 1955: Kapitein-luitenant-ter-zee
- 1 januari 1960: Kapitein-ter-zee
- 4 april 1962: Commandeur
- 1 mei 1965: Schout-bij-nacht
- 1 mei 1967: Viceadmiraal

## Onderscheidingen

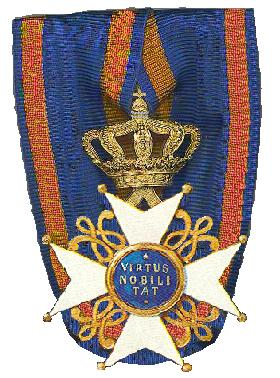
Ridderkruis Ned. Leeuw

Ridder in de Orde van de Nederlandse Leeuw

 Commandeur in de Orde van Oranje Nassau met de zwaarden

 Commandeur in de Huisorde van Oranje

 Bronzen Kruis met cijfer 2 (1e toekenning op 29 april 1943 en 2e toekenning op 4 mei 1944), voor activiteiten in de Middellandse Zee ).

 Oorlogsherinneringskruis met 3 gespen

 Ereteken voor Orde en Vrede met 2 gespen

 Onderscheidingsteken voor Langdurige Dienst als officier met jaarteken XXXV

 Huwelijksmedaille 1937 (Juliana en Bernhard)

 Huwelijksmedaille 1966 (Beatrix en Claus)

 Rechtsridder in de Johanniter Orde in Nederland

 Vaardigheidsmedaille van het Nederlandse Olympisch Comité (NOC) in zilver

 Oficial na Ordem do Mérito Naval (28 april 1955) (Officier in de Orde van Verdienste voor de Marine) (Brazilië):p47

 Ridder af 1. grad af Dannebrog (Ridder 1e klasse in de Orde van de Dannebrog) (Denemarken)

 Riddare i Svärdsorden (Officier in de Zwaardorde (Zweden)
- Mentioned in Despatches (MID), voor het vernietigen van de Italiaanse duikboot 4 februari 1943

De Jonge was gerechtigd tot het dragen van de volgende insignes:

 Insigne van de Onderzeedienst ('Flipper')

## Persoonlijk
De Jonges jongere broer Henri (Hans) (1916-1998) was ook marineofficier (kapitein-ter-zee).
In 1940 trouwde De Jonge met Baldine Adrienne Cornélie Voûte (1917-2009). Ze kregen drie zonen en een dochter en zijn de grootouders van politicus Corinne Ellemeet.